# Ribeira de Pena
Ribeira de Pena es un municipio portugués perteneciente al distrito de Vila Real, en la región de Trás-os-Montes (Norte) y la comunidad intermunicipal Alto Támega, con cerca de 2600 habitantes.

## Geografía
Es sede de un municipio con 217,66 km² de área y 5885 habitantes (2021), subdividido en cinco freguesias. El municipio está limitado al norte por los municipios de Boticas, al este por Vila Pouca de Aguiar, al sur por Vila Real, al sudoeste por Mondim de Basto y al oeste por Cabeceiras de Basto. Las fiestas municipales se celebran el 16 de agosto.

## Demografía
| Gráfica de evolución demográfica de Ribeira de Pena entre 1801 y 2021 |
|                                                                       |
| Datos según el nomenclátor publicado por el INE portugués.            |

## Organización territorial
El municipio de Ribeira de Pena está formado por cinco freguesias:
- Alvadia
- Canedo
- Cerva e Limões
- Ribeira de Pena (Salvador) e Santo Aleixo de Além-Tâmega
- Santa Marinha